# Emping

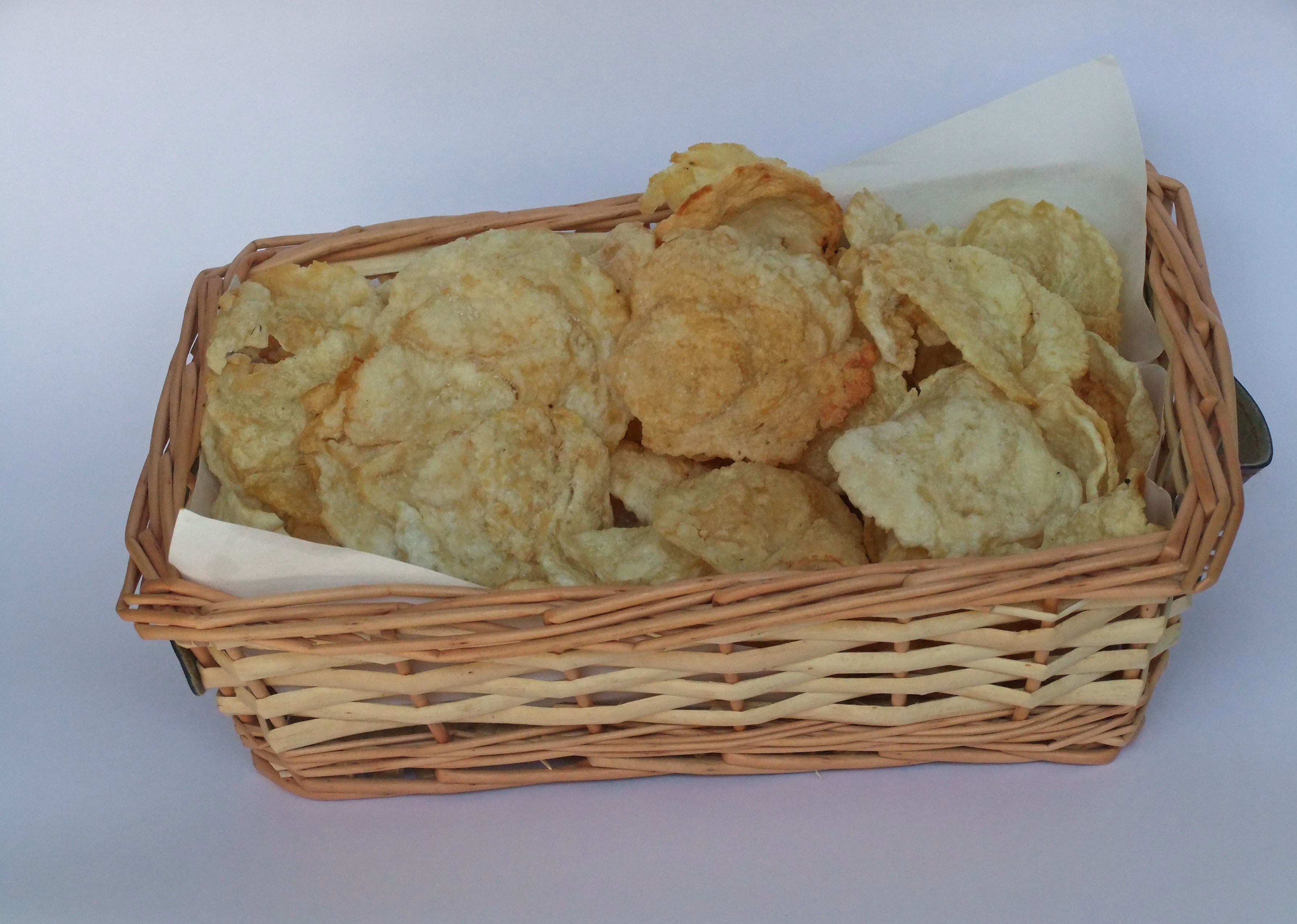
Frittiertes Emping

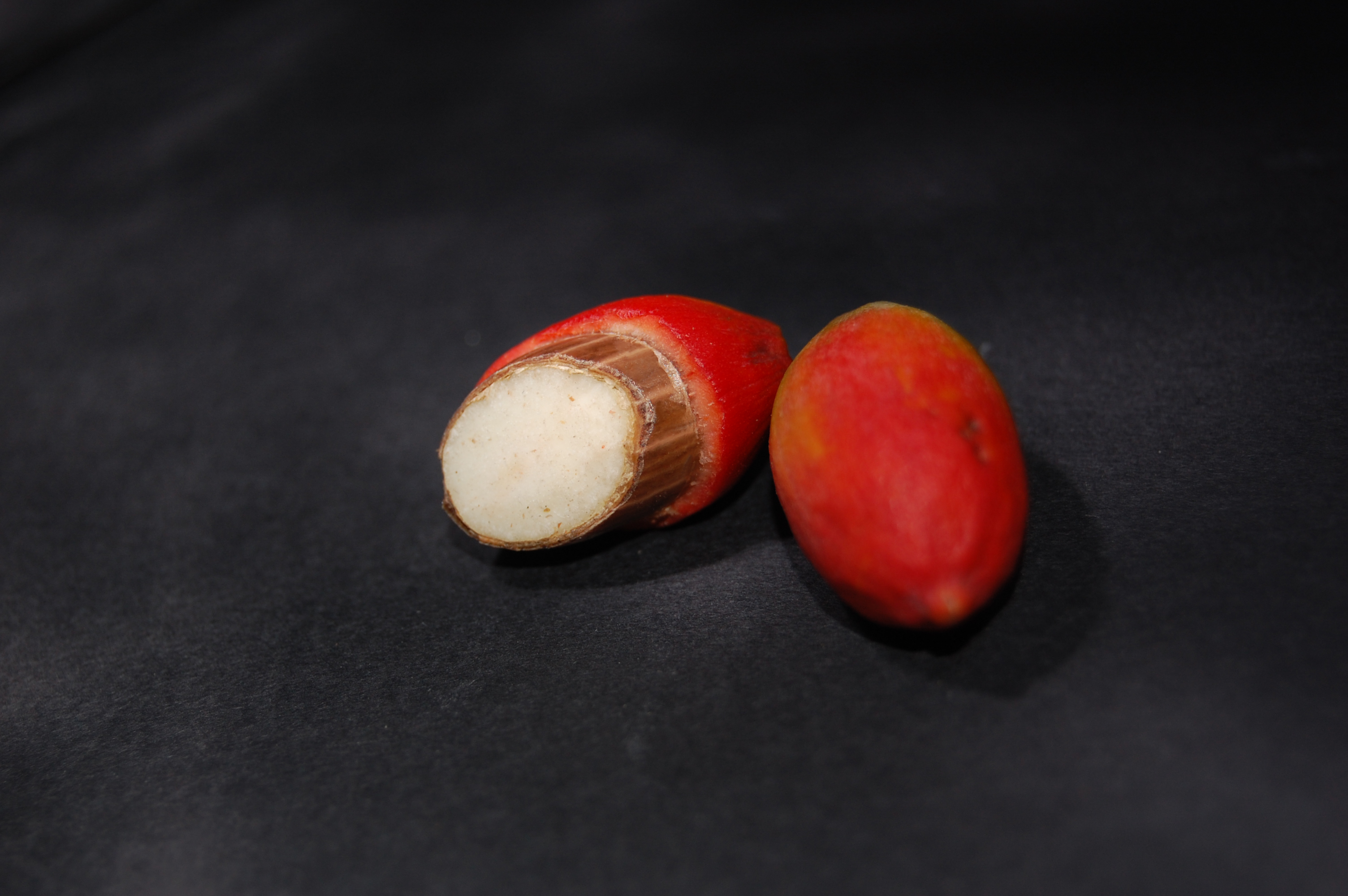
Reife Samen von Gnetum gnemon (Melinjo-Samen), links aufgeschnitten

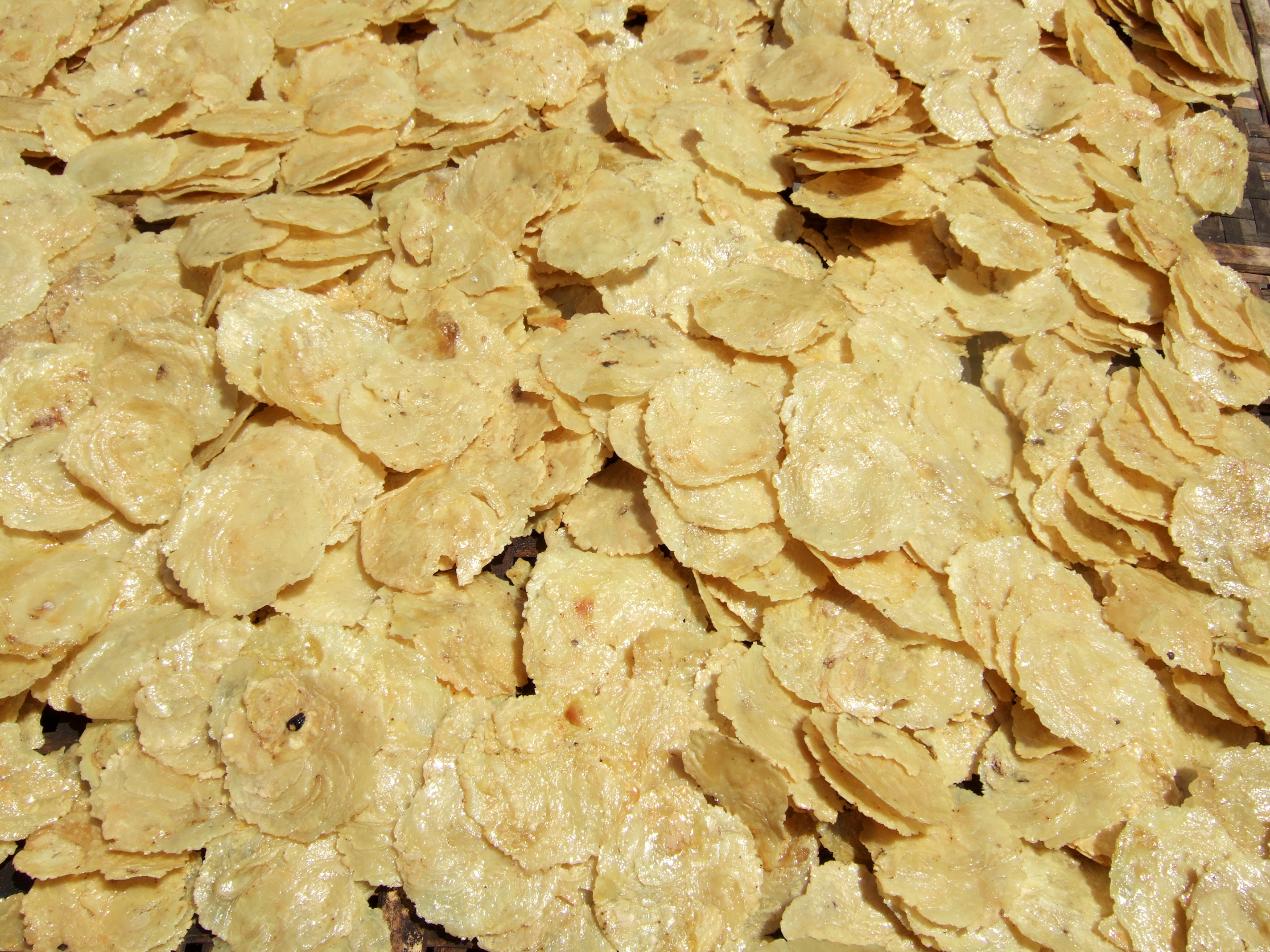
Rohes Emping zum Trocknen

Emping ist ein typisch indonesisches Knabberzeug und wird oft mit Krupuk als Beilage serviert. Emping wird aus den Samen von Gnetum gnemon hergestellt und hat einen leicht bitteren Geschmack. Emping ist rein vegetarisch, während Krupuk üblicherweise Fisch, Garnelen oder Krabben enthalten kann.

## Herstellung und Zubereitung
Reife Samen von Gnetum gnemon, auch als Melinjo-Samen bekannt, werden für die Herstellung von Emping verwendet. Zuerst wird die äußere, rote Hülle der Samen entfernt. Danach werden die Samen geröstet und das ledrige äußere Integument von dem weißen inneren Endosperm entfernt, ähnlich wie bei gerösteten Maronen. Das geröstet Endosperm wird meist mit einem Stein zu dünnen Plätzchen gehämmert/geklopft und anschließend an der Luft/Sonne getrocknet und als Roh-Emping auf dem Markt zum Verkauf angeboten. Manchmal werden mehrere Samen zu einem größeren Plätzchen zusammen gehämmert. Die beste Qualität hat die hauchdünne Sorte.
Das Roh-Emping wird in Öl frittiert. Danach wird es vor dem Servieren für Knabberzeug gesalzen oder mit Zucker karamellisiert. Als Beilage bleibt es naturbelassen.

## Randbemerkungen
Emping zählt neben Nasi Goreng, Bakso (Fleischbällchen in Suppen) und Rambutan zu den Lieblingsspeisen des ehemaligen US-Präsidenten Barack Obama bei seinen Indonesienreisen.